# Mitt namn var Sabina Spielrein
Mitt namn var Sabina Spielrein är en svensk-schweizisk-dansk-finländsk dokumentärfilm från 2002 i regi av Elisabeth Márton. Filmen handlar om psykoanalytikern Sabina Spielrein.